# 阳狐
阳狐，中国战国城邑名，故城在今河北省邯郸市大名县东北。
其地不见于春秋。前413年由晋入齐。《史记·田敬仲完世家》载：齐宣公四十三年(前413)，“伐晋，毁黄城，围阳狐”。《史记正义》引《括地志》云:“阳狐郭，在魏州元城县东北三十二里也。”。传世齐系兵器有“阳狐”戈。后秦汉皆未置县于此。